# المدينة (سيوداد ريال)
بلدية المدينة (بالإسبانية: Almedina)‏، هي إحدى بلديات مقاطعة سيوداد ريال إحدى مقاطعات إسبانيا، والتي تقع في منطقة قشتالة لا منتشا وسط إسبانيا.
يبلغ عدد سكانها 710 نسمة وفقاً لإحصائية سنة (2007).